# 에버턴 스타디움
에버턴 스타디움(Everton Stadium)은 잉글랜드 리버풀 복스홀에 위치한 브램리무어항에 건설된 축구 경기장으로, 2025-26 시즌부터 구디슨 파크를 대신해서 에버턴 FC의 홈구장으로 사용될 예정이다.
브램리무어는 폐수처리장 옆에 있는 전 상업 부두로, 새로운 경기장은 상점, 주택 및 기타 장소를 포함하는 이 지역의 새로운 복합 용도 개발의 중심이 될 것으로 기대하고 있다. 또한 UEFA 유로 2028의 경기장으로도 사용될 예정이다.

## 개장
2025년 초, 에버턴 스타디움에서 경기를 개최하기 위해 필요한 안전 증명서와 라이선스를 얻기 위해 세 가지 테스트 경기를 개최할 예정이라고 밝혔다.이에 따라 4월이나 5월에 25,000명으로 제한된 U-21 친선 경기가 예정되어 있고, 이후 1군 경기가 최대 수용 인원으로 열릴 예정이다. 이에 앞서 10,000명의 팬들이 경기장을 사전 탐방할 수 있는 U-18 경기가 있을 예정이다.
첫 번째 경기는 2월 17일에 열렸으며, 에버턴과 위건의 U-18 팀이 경기를 가졌다. 위건의 해리슨 리머는 전반 12분에 새 경기장의 첫 득점을 기록하며 팀의 2-1 승리를 이끌었고, 레이 로버트는 후반 43분에 에버턴 선수로서 처음으로 득점했다. 두번째 경기는 3월 23일에 에버턴과 볼턴의 U-21 팀간의 친선 경기로 열렸으며, 이 경기에서 에버턴이 1-0으로 승리했다.